# Het Lint
Het Lint is een route in het Utrechtse Máximapark van acht kilometer lengte. Het is een gemiddeld zes meter brede asfaltstrook, die meanderend door het hele park loopt, en waar kan worden gewandeld, geskeelerd of gefietst. Gemotoriseerd verkeer is verboden, en op alle kruisingen met wegen heeft Het Lint voorrang. Naast het asfaltpad is een ruiterpad aanwezig.
Het Lint is ontworpen door landschapsarchitect Adriaan Geuze, die ook het park zelf heeft ontworpen. Omdat Het Lint door het hele park loopt, komt men zo langs alle bezienswaardigheden in het park.
Op het asfalt zijn over de hele lengte van 8 kilometer witte margrieten geschilderd, en elke 100 meter wordt voor hardlopers de afstand met een getal weergegeven. 